# Dehydrogenas
Ett dehydrogenas är ett enzym som oxiderar ett substrat genom att överföra en eller flera hydridjoner (H−) till en acceptor, vanligtvis NAD+, NADP+ eller ett koenzym till flavin, så som FAD eller FMN.

## Exempel
- aldehyddehydrogenas
- acetaldehyddehydrogenas
- alkoholdehydrogenas
- glutamatdehydrogenas
- laktatdehydrogenas
- pyruvatdehydrogenas
- glukos-6-fosfatdehydrogenas
- glyceraldehyd-3-fosfatdehydrogenas

Exempel i citronsyracykeln:
- isocitratdehydrogenas
- oxoglutaratdehydrogenas
- succinatdehydrogenas
- malatdehydrogenas